# Leo Peter Kierkels
Leo Peter Kierkels CP (ur. 12 grudnia 1882 w Baexem, zm. 7 listopada 1957) – holenderski duchowny rzymskokatolicki, przełożony generalny pasjonistów, arcybiskup, delegat apostolski Indii Wschodnich i internuncjusz apostolski w Indiach.

## Biografia
22 grudnia 1906 przyjął święcenia prezbiteriatu i został kapłanem Zgromadzenia Męki Pańskiej. W 1926 wybrany został przełożonym generalnym pasjonistów i sprawował ten urząd do nominacji arcybiskupiej w 1931.
23 marca 1931 papież Pius XI mianował go delegatem apostolskim Indii Wschodnich oraz arcybiskupem tytularnym salamijskim. 26 kwietnia 1931 przyjął sakrę biskupią z rąk prefekta Świętej Kongregacji Rozkrzewiania Wiary kard. Willema Marinusa van Rossuma. Współkonsekratorami byli były delegat apostolski Indii Wschodnich abp Pietro Pisani oraz biskup Oppido Mamertiny Giovanni Battista Peruzzo CP.
Za czasów jego misji, w 1947, Indie uzyskały niepodległość. W 1948 papież Pius XII podniósł Delegaturę Apostolską Indii Wschodnich do rangi internuncjatury apostolskiej. Tym samym bp Kierkels został internuncjuszem apostolskim w Indiach. Przeniósł wówczas swoją siedzibę do Delhi.
Internuncjuszem apostolskim w Indiach był do 29 czerwca 1952.